# Ulrika von Levetzow
Theodore Ulrike Sophie von Levetzow, též von Löwetzow (4. února 1804 Lipsko – 13. listopadu 1899 Třebívlice) byla majitelka třebívlického panství, v mládí přítelkyně a poslední láska německého básníka Johanna Wolfganga von Goethe.

## Život
Otcem Ulriky byl Joachim Otto Ulrich von Levetzow z Meklenbursko-zvěřinského vévodství a matkou tehdy ještě nezletilá Amélie von Brösigke. Z tohoto spojení se také narodila Ulričina sestra Amélie. Brzy potom se oba manželé rozvedli a Ulrika byla umístěna do dívčí internátní školy ve Francii. Amélie von Brösigke se opět vdala za svého bratrance Friedricha Carla Ulricha von Levetzowa, s nímž počala svou třetí dceru Berthu. Ale ani v tomto manželství rodina nezůstala dlouho šťastná. Carl von Levetzow padl roku 1815 v bitvě u Waterloo a mladá matka s dcerami přesídlila do Čech. Dlouholetý třetí vztah Amélie s hrabětem Františkem Josefem Klebelsbergem, ministrem financí rakouské vlády, dovršila sňatkem roku 1842 a šťastným životem s dcerami na Klebelsbergově zámku v Třebívlicích.
Dětství prožila Ulrika v Lipsku, později se vzdělávala v penzionátu pro mladé dámy ve Štrasburku a na léto se vracela k matce a prarodičům do Klebelsbergova paláce v Mariánských Lázních, který dal postavit její otčím, hrabě Klebelsberg.

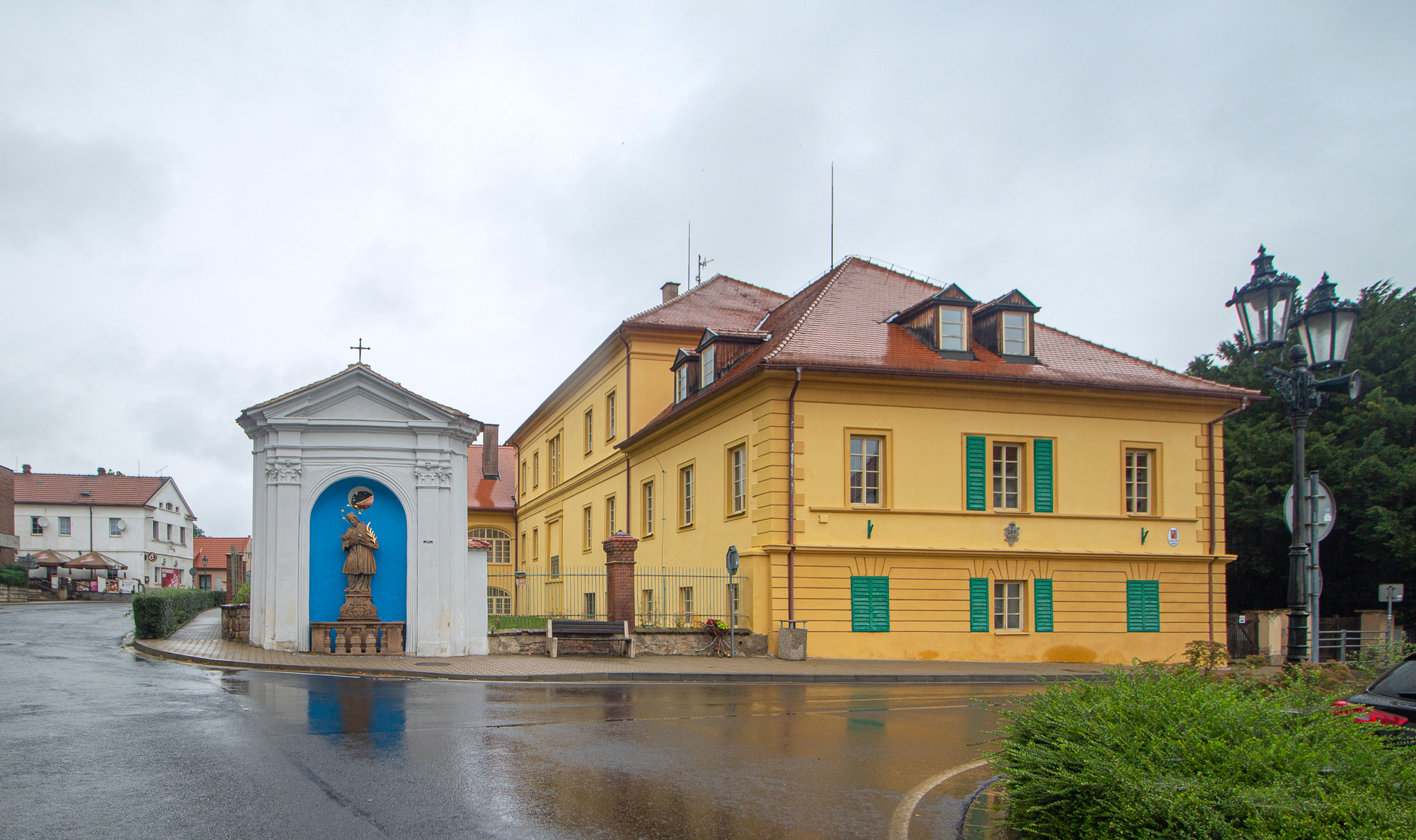
Třebívlický zámek

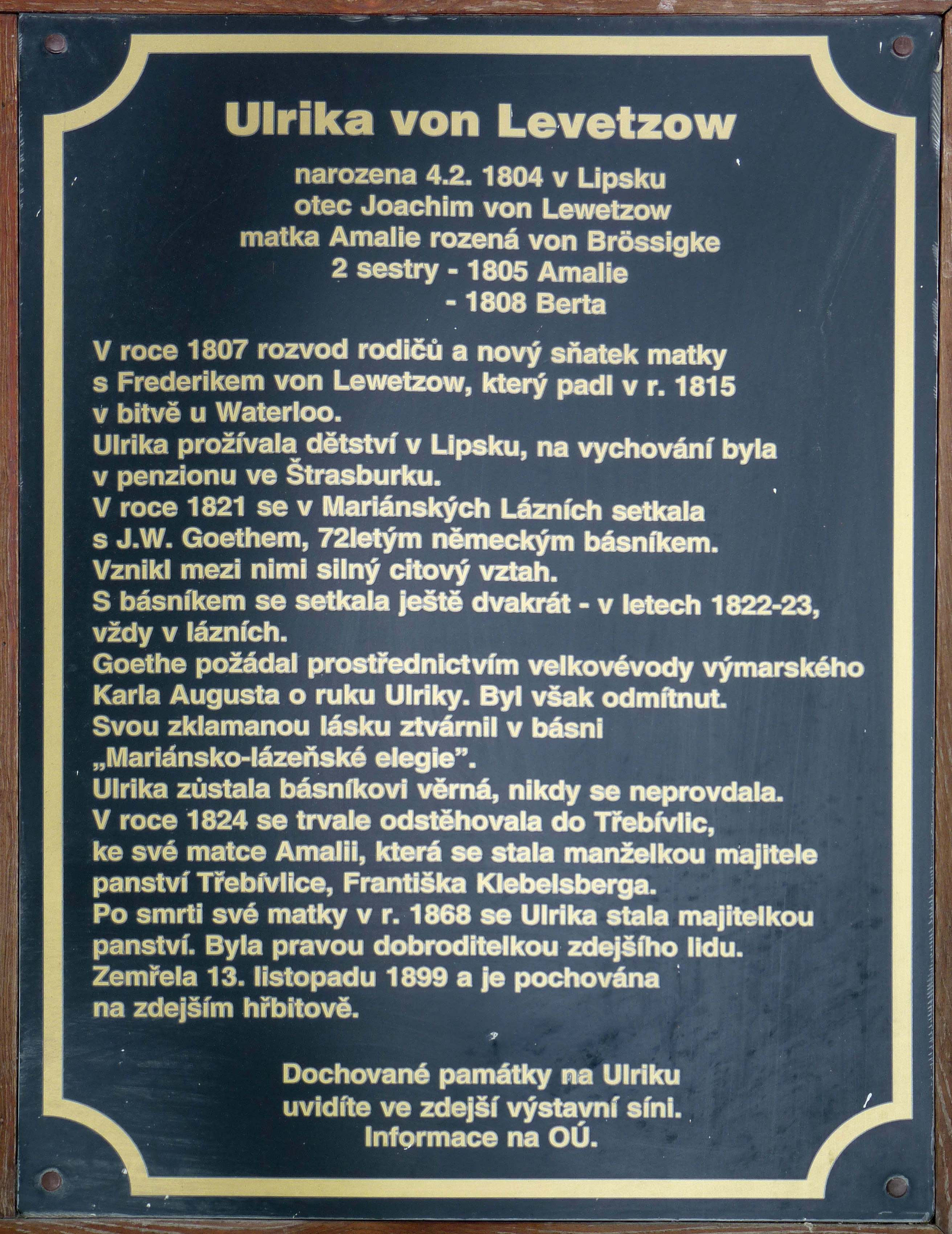
Informace u hrobky Ulriky von Levetzow na hřbitově u kostela sv. Václava v obci Třebívlice, okres Litoměřice

Ulrika téměř celý život strávila v Čechách na třebívlickém panství, kde založila školu pro nezaopatřené dívky. Zabývala se ručními pracemi, četbou a tíhla k filantropii. Svým otčímem hrabětem Františkem Josefem z Klebelsbergu, polyhistorem a spoluzakladatelem Národního muzea, byla vedena k zájmu o zeměpis a přírodovědu. Dostala se do společnosti hraběte Kašpara ze Šternberka a dalších zakladatelů Národního muzea v Praze a byla dokonce jmenována čestnou členkou jeho Společnosti. Po smrti své matky, o kterou v jejím stáří pečovala, darovala muzeu část klebelsberské pozůstalosti a prodala zděděný Klebelsberský palác v Mariánských Lázních.
Podporovala nejen Národní muzeum, významnou mecenáškou byla hlavně ve svých milovaných Třebívlicích a jejich okolí. Finančně podporovala místní kostel svatého Václava a zaplatila opravu kaple svatého Jana Nepomuckého v Dřemčicích i vybudování její nové věže. Spolu se svou sestrou Berthou založila přádelní školu, v níž se mladé české dívky učily ručním pracím. Stála také u vzniku prvního útulku pro bezdomovce v Praze, který i později finančně podporovala.
Ulrika zůstala bezdětná a neprovdaná, ale pečovala o syny své předčasně zesnulé mladší sestry Amálie (1806–1832), provdané von Rauch.

## Ulrike a Johann Wolfgang Goethe
Ulrika se v matčině společnosti již jako batole roku 1806 v lázních Karlovy Vary a roku 1810 v Teplicích setkala s německým spisovatelem Johannem Wolfgangem von Goethem. Když bylo Ulrice sedmnáct let, sešli se opět, a to při pobytu v Mariánských Lázních roku 1821. 72letý klasik německé kultury se do mladé dívky zamiloval. Ulrika jej roku 1823 v Mariánských Lázních odmítla, a to prostřednictvím matčiny odpovědi. Námluvy tehdy zprostředkovával Goethův zeměpán, velkovévoda Karel August Sasko-Výmarsko-Eisenašský.
Také jazykovědec Johann Heinrich Schubart u ní později uspěl jen jako učený přítel a Ulrika jeho a Goethovy listy nechala před svou smrtí spálit.
Goethe svou bolest z odmítnutí vyjádřil roku 1823 v básni (Mariánskolázeňská) Elegie a již více do Čech nepřijel, ač to na rok 1824 plánoval. Ulrika sama o jejich údajném milostném vztahu, jak se o něm už roku 1823 v lázeňské a záhy i výmarské společnosti mluvilo a jak to v 19. století opakovali četní autoři, na sklonku svého života jasně napsala: „Nebyl to milostný vztah.“ („Es war keine Liebschaft.“) I přesto se o ní dále referuje jako o Goethově poslední lásce či múze.